# أندرسونفيل

مقاطعة سمتر, جورجيا

أندرسونفيل هي مدينة في مقاطعة سمتر، جورجيا، الولايات المتحدة. تبعاً لتعداد السكان لعام 2010, كان عدد سكان المدينة 255. وهي تقع في الجزء الجنوبي الغربى من الدولة، حوالى 60 ميلا (97كم) جنوب غرب ماكون, جورجيا على السكك الحديدية المركزية لجورجيا. أثناء الحرب الأهلية الأمريكية، كانت معسكر لأسرى الحرب التي أصبحت حالياً الموقع التاريخى الوطنى "أندروسونفيل".
اندرسونفيل هو جزء من منطقة اميريكوس نيومكسيكو.

## الموقع الجغرافى
تبعاً لمكتب التعداد السكانى للولايات المتحدة لسنة 1998, تُقدر مساحة المدينة اكملها ب1.3 ميل مربع (3.4كم2).

## تاريخها
لقد سُمى هاملت الصغير من أندرسون تبعاً للسيد جون أندرسون الذي كان مدير السكك الحديدية في الجنوب الغربي في الوقت الذي تم تمديده من أغليثورب لاميريكوس في عام 1853. وكانت تُعرف بمحطة أندرسون حتى تم إنشاء مكتب البريد في نوفمبر 1855 وغيرت الحكومة اسم المحطة من «أندرسون» إلى «أندرسونفيل» من أجل تفادى الخلط مع مكتب البريد في أندرسون، كارولينا الجنوبية.
أثناء الحرب الأهلية، أسس الجيش الكونفدرالى المعسكر سمتر لاِيواء مجموعات أسرى الحرب القادمة. كانت المدينة تشمل مكتب بريد ومستودع ومتجر حدادة واٍسطبل ومتجرين عموميين وخمرتين ومدرسة وكنيسة منهجية وحوالى عشرة منازل. (كان بن ديكس الذي كان يملك الأرض التي تم بناء السجن عليها، كلً من وكيل المستودع ومدير مكتب البريد.)
لحين اٍنشاء السجن، كانت المنطقة تعتمد كليا على الزراعة، وبعد اٍغلاق السجن، واصلت المدينة تعتمد اقتصاديا على الزراعة. تغيرت المدينة بشكل صغير على مدار السنين، حتى عام 1968 عندما بدأ استخراج نطاق واسع من الكاولين وبوكسيت الكاولين والوبوكسيت من قبل مالكو، شركة موليت الأمريكية، التي حولت 2000(8.1 كم2) فدان من اشجار البلوط البرية إلى عملية تعدين وتكرير ضخمة. وتشحن الشركة الآن أكثر من 2000 طن من الخام المكرر من أندروسونفيل كل اسبوع.
في عام 1974, قرر العمدة لويس ايسترلين ومجموعة من المواطنون المهتمون لتشجيع السياحة في المدينة عن طريق قلب عقارب الساعة إلى الوراء وجعل أندروسونفيل تبدوا كثيرا كما كانت أثناء الحرب الاهلية الأمريكية. حتى وقتنا هذا أندروسنفيل ترحب بالسياح من جميع انحاء العالم الذين يأتون من اجل التاريخ والمتاحف والخطو للرجوع بالزمن.